# Лель-ревю
 «Лель-ревю» — украинский эротический иллюстрированный журнал зарубежной литературы и искусства. Аналогов не имел и не имеет до сих пор ни на Украине, ни в Европе. Основателем и бессменным главным редактором журнала был поэт и журналист Сергей Чирков. Издавался с апреля 1994 по апрель 2000.

## История
Новое издание стартовало на страницах журнала «Лель», который на тот момент имел двухлетнюю историю. Первый номер «Леля-ревю» был подписан в печать 24 марта 1994 г. Вышел он на 52 страницах и содержал среди прочего произведения классиков мировой литературы Габриэля Гарсия Маркеса, Альфреда де Мюссе, Станислава Лема, Эрнеста Хемингуэя, Убейда Закани и других. 

5 июля 1995 г. решением Экспертной комиссии Центрального государственного архива-музея литературы и искусства Украины «Лель-ревю» было признано достоянием национальной культуры, а редакцию включены в источников архивного комплектования страны. 

С ноября 1995  — во избежание опосредованных переводов иностранных авторов  — каждый третий номер редакция стала выпускать на русском языке. В кризисный 2000 была предпринята попытка трансформировать «Лель-ревю» в книжную серию карманного формата. Однако впоследствии издание журнала пришлось остановить, а высвободившиеся средства направить на финансирование базового журнала, которым оставался «Лель».
Журнал выходил под лозунгом «Из всех искусств важнейшим является искусство любви». За годы существования увидели свет 37 выпусков «Леля-ревю».

## Авторы журнала
Мировая эротика в «Лели-ревю» выходила в переводах лучших специалистов Украины, известных по переводам зарубежных классиков.
«Декамерон» Боккаччо подавался в исполнении Николая Лукаша, а Ги де Мопассан  — Максима Рыльского . «Будуарный философию» Маркиза де Сада, прозу Гора Видалаи французскую новеллу украинским читателям представлял Виктор Шовкун, Эрнеста Хемингуэя и Альфреда де Мюссе  — Владимир Митрофанов, Джона Апдайка  — Юрий Попсуенко, Полин Реаж  — Юрий Шелест, французский лирику разных времен  — Всеволод Ткаченко. Проза и поэзия русских авторов Аркадия Аверченко, Виктора Астафьева, Константина Вагинова, Владимира Войновича, Александра Блока, Валерия Брюсова, Александра Вертинского, Андрея Вознесенского и других шла в переводах Сергея Чиркова.

## Интервью, статьи, рецензии
- «Лель-ревю»  — отличный журнал. Вот вторых тоже.  — Газета «Киевские ведомости», 26.05.1994.
- «Лель» должен работать с полной нагрузкой.  — Газета «Молодежь Украины», 10.11.1994.
- Мы за разнообразный секс в лоне семьи.  — Газета «Независимость», 26.05.1995.
- Эротика  — дело серьезное.  — «Наша газета», № 62, 31.05.1995.
- А вы читаете «Лель»?  — Газета «Молодежь Украины», 14.11.1995.
- Из всех искусств важнейшим является искусство любви.  — Газета «Молодежь Украины», 30.05.1996.
- С точки зрения любви.  — прямой эфир Украинского радио, 07.10.1996.
- «Лель» становится академиком.  — Газета «Молодежь Украины», 24.10.1996.
- Накануне юбилея.  — — Газета «Молодежь Украины», 03.10.1997.
- Без «Леля» и семья  — не семья?  — Газета «Молодежь Украины», 27.11.1997.
- А я люблю любовь.  — Газета «Литературная Украина», 21.12.2000.
- «Лель» празднует юбилей.  — Газета «Порадниця», № 27 (281), 04.07.2002.
- Ветеран эротического фронта широко празднует десятилетие.  — Газета «Киевские ведомости», 22.06.2002
- Отметим юбилей «Леля» демографическим взрывом!  — Газета «Молодежь Украины», 02.07.2002.
- Живите и кохайтеся вместе с «Лелем».  — Газета «Молодежь Украины», 14.11.2002.
- Чирков: «Плейбой» и «Пентхауз» в киосках появились уже после того, как исчез «Лель»